# CCC Development Team

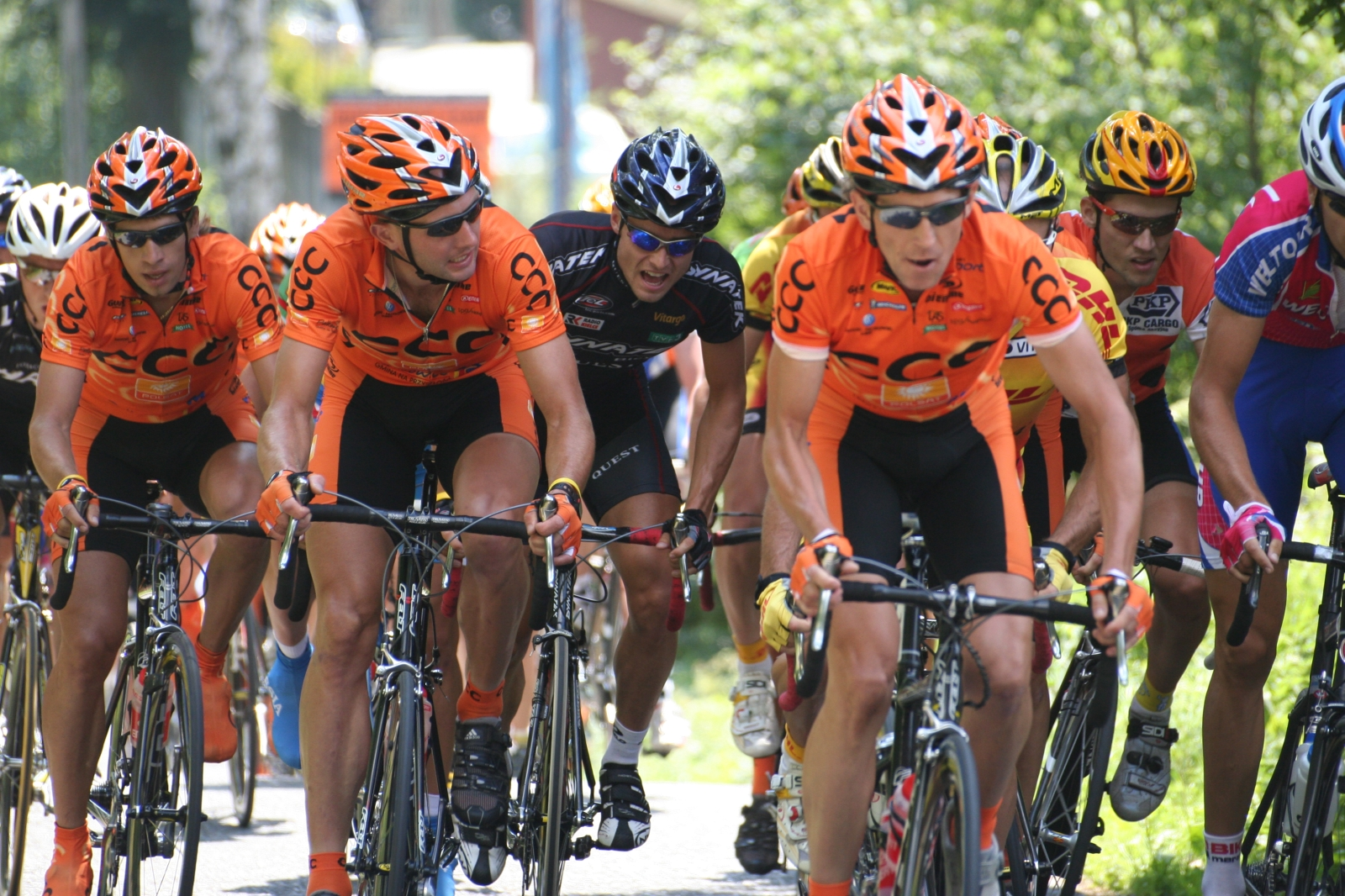
Membres de l'equip CCC

El CCC Development Team (codi UCI: CDT) és un equip ciclista polonès. L'equip té una categoria d'equip continental professional des del 2010, tret del 2012, quan descendí a nivell continental. L'equip disputa principalment les proves de l'UCI Europa Tour.

## Història
Els inicis de l'equip es remunten al 2000, quan l'empresa de calçat CCC, junt a Mat i Ceresit decidiren patrocinar un equip ciclista. El primer director de l'equip fou el medallista olímpic a Seül 1988 Andrzej Sypytkowski. D'aquests primers anys destaquen dues victòries a la Volta a Polònia, el 2000 amb Piotr Przydzial i el 2001, amb Ondřej Sosenka. El 2002 la cadena de televisió Polsat començà amb el patrocini, per la qual cosa l'equip canvià de nom. El 2003 ascendí a la primera divisió dels equip i va participar en el Giro d'Itàlia, finalitzant en 8a posició de la classificació per equips i el millor corredor fou Dariusz Baranowski, dotzè.
Després de descendir a la tercera divisió, el 2005 l'equip va aturar la seva activitat, per recuperar-la el 2006, ja amb el nou sistema de classificació de l'UCI i com a equip continental. El 2007 s'afegeix com a patrocinador la ciutat de Polkowice. El 2010 l'equip ascendí a la categoria professional continental, tot i que no va participar en cap cursa de l'UCI World Tour en no adherir-se al passaport biològic. A partir del 2011 l'equip té accés a les curses de màxima categoria, disputant la Volta a Catalunya, la Volta a Polònia i la Vattenfall Cyclassics, sense resultats destacats. El 2012 l'equip descendí novament a la categoria continental per ascendir altra vegada a la Professional Continental el 2013.

## Principals victòries

### Grans Voltes
- Giro d'Itàlia
  - 3 participacions (2003, 2015, 2017)

- Tour de França
  - 0 participacions

- Volta a Espanya
  - 0 participacions

### Curses per etapes
- Volta a Polònia: 2000 (Piotr Przydzial), 2001 (Ondřej Sosenka)
- Tour de Croàcia: 2015 (Maciej Paterski)
- Volta a Àustria: 2016 (Jan Hirt)
- Volta a Eslovàquia: 2017 (Jan Tratnik)

### Campionats nacionals
- Campió de Bulgària en ruta: Plamen Stoyanov (2004), Nikolai Mikhàilov (2014, 2015)
- Campió de Bulgària en contrarellotge: Nikolai Mikhàilov (2012, 2015)
- Campió d'Eslovènia en contrarellotge: 2018 (Jan Tratnik)
- Campió d'Irlanda en ruta: David McCann (2001)
- Campió d'Irlanda en contrarellotge: David McCann (2001)
- Campió de Letònia en ruta: Andris Naudužs (2003)
- Campió de Polònia en ruta: Radosław Romanik (2001), Krzysztof Jezowski (2009); Tomasz Marczyński (2011)
- Campió de Polònia en contrarellotge: Piotr Przydzial (2001); Krzysztof Szafranski (2002); Piotr Przydzial (2003); Slawomir Kohut (2004); Tomasz Marczyński (2011)
- Campió de Txèquia en contrarellotge: Ondřej Sosenka (2001, 2002)

## Composició de l'equip
| \| Llista de l'equip 2015 \| Llista de l'equip 2015 \| Llista de l'equip 2015 \| Llista de l'equip 2015 \| \| Ciclista \| Data de naixement \| Equip previ \| \| \| ---------------------- \| ---------------------- \| ----------------------------------------- \| ---------------------- \| \| Grega Bole \| 13 de agost de 1985 \| Vini Fantini Nippo (2014) \| \| \| Piotr Brożyna \| 17 de febrer de 1995 \| Telco'm-Gimex (2014) \| \| \| Josef Černý \| 11 de maig de 1993 \| Wibatech-LMGK Ziemia Brzeska (2012) \| \| \| Christian Delle Stelle \| 4 de febrer de 1989 \| MG Kvis-Wilier (2014) \| \| \| Jan Hirt \| 21 de gener de 1991 \| Etixx (2014) \| \| \| Adrian Honkisz \| 27 de febrer de 1988 \| TKK Pacific (2008) \| \| \| Jakub Kaczmarek \| 27 de setembre de 1993 \| Telco'm-Gimex (2014) \| \| \| Tomasz Kiendyś \| 23 de juny de 1977 \| Knauf Team (2006) \| \| \| Adrian Kurek \| 29 de març de 1988 \| Utensilnord Named (2012) \| \| \| Eryk Latoń \| 22 de agost de 1993 \| BDC Marcpol (2014) \| \| \| Kamil Małecki \| 2 de gener de 1996 \| \| \| \| Jarosław Marycz \| 17 de abril de 1987 \| Saxo Bank-Tinkoff Bank (2012) \| \| \| Bartłomiej Matysiak \| 11 de setembre de 1984 \| Legia (2008) \| \| \| Nikolai Mikhàilov \| 8 de abril de 1988 \| AVC Aix-en-Provence (2011) \| \| \| Łukasz Owsian \| 24 de febrer de 1990 \| \| \| \| Michał Paluta \| 4 de octubre de 1995 \| TKK Pacific Toruń - Nestlé Fitness (2014) \| \| \| Maciej Paterski \| 12 de setembre de 1986 \| Cannondale (2013) \| \| \| Leszek Pluciński \| 3 de juny de 1990 \| BDC Marcpol (2014) \| \| \| Davide Rebellin \| 9 de agost de 1971 \| Meridiana Kamen (2012) \| \| \| Marek Rutkiewicz \| 8 de maig de 1981 \| DHL-Author (2009) \| \| \| Branislau Samòilau \| 25 de maig de 1985 \| Movistar Team (2012) \| \| \| Stefan Schumacher \| 21 de juliol de 1981 \| Christina Watches-Kuma (2014) \| \| \| Grzegorz Stępniak \| 24 de març de 1989 \| ALKS Stal Grudziądz (2011) \| \| \| Patryk Stosz \| 15 de juliol de 1994 \| TC Chrobry Lasocki Głogów (2013) \| \| \| Sylwester Szmyd \| 2 de març de 1978 \| Movistar Team (2014) \| \| \| Mateusz Taciak \| 19 de juny de 1984 \| Mróz-Active Jet (2010) \| \| \| \| \| \| \| \| Font: ProCyclingStats \| \| \| \| |                        |                                           |  |
| Llista de l'equip 2015 |                        |                                           |  |
| Ciclista | Data de naixement      | Equip previ                               |  |
| Grega Bole | 13 de agost de 1985    | Vini Fantini Nippo (2014)                 |  |
| Piotr Brożyna | 17 de febrer de 1995   | Telco'm-Gimex (2014)                      |  |
| Josef Černý | 11 de maig de 1993     | Wibatech-LMGK Ziemia Brzeska (2012)       |  |
| Christian Delle Stelle | 4 de febrer de 1989    | MG Kvis-Wilier (2014)                     |  |
| Jan Hirt | 21 de gener de 1991    | Etixx (2014)                              |  |
| Adrian Honkisz | 27 de febrer de 1988   | TKK Pacific (2008)                        |  |
| Jakub Kaczmarek | 27 de setembre de 1993 | Telco'm-Gimex (2014)                      |  |
| Tomasz Kiendyś | 23 de juny de 1977     | Knauf Team (2006)                         |  |
| Adrian Kurek | 29 de març de 1988     | Utensilnord Named (2012)                  |  |
| Eryk Latoń | 22 de agost de 1993    | BDC Marcpol (2014)                        |  |
| Kamil Małecki | 2 de gener de 1996     |                                           |  |
| Jarosław Marycz | 17 de abril de 1987    | Saxo Bank-Tinkoff Bank (2012)             |  |
| Bartłomiej Matysiak | 11 de setembre de 1984 | Legia (2008)                              |  |
| Nikolai Mikhàilov | 8 de abril de 1988     | AVC Aix-en-Provence (2011)                |  |
| Łukasz Owsian | 24 de febrer de 1990   |                                           |  |
| Michał Paluta | 4 de octubre de 1995   | TKK Pacific Toruń - Nestlé Fitness (2014) |  |
| Maciej Paterski | 12 de setembre de 1986 | Cannondale (2013)                         |  |
| Leszek Pluciński | 3 de juny de 1990      | BDC Marcpol (2014)                        |  |
| Davide Rebellin | 9 de agost de 1971     | Meridiana Kamen (2012)                    |  |
| Marek Rutkiewicz | 8 de maig de 1981      | DHL-Author (2009)                         |  |
| Branislau Samòilau | 25 de maig de 1985     | Movistar Team (2012)                      |  |
| Stefan Schumacher | 21 de juliol de 1981   | Christina Watches-Kuma (2014)             |  |
| Grzegorz Stępniak | 24 de març de 1989     | ALKS Stal Grudziądz (2011)                |  |
| Patryk Stosz | 15 de juliol de 1994   | TC Chrobry Lasocki Głogów (2013)          |  |
| Sylwester Szmyd | 2 de març de 1978      | Movistar Team (2014)                      |  |
| Mateusz Taciak | 19 de juny de 1984     | Mróz-Active Jet (2010)                    |  |
| |                        |                                           |  |
| Font: ProCyclingStats |                        |                                           |  |

| \| Llista de l'equip 2016 \| Llista de l'equip 2016 \| Llista de l'equip 2016 \| Llista de l'equip 2016 \| \| Ciclista \| Data de naixement \| Equip previ \| \| \| --------------------------------------- \| ---------------------- \| ----------------------------------------- \| ---------------------- \| \| Alan Banaszek \| 30 de octubre de 1997 \| \| \| \| Piotr Brożyna \| 17 de febrer de 1995 \| Telco'm-Gimex (2014) \| \| \| Josef Černý \| 11 de maig de 1993 \| Wibatech-LMGK Ziemia Brzeska (2012) \| \| \| Víctor de la Parte González \| 22 de juny de 1986 \| Team Vorarlberg (2015) \| \| \| Felix Großschartner \| 23 de desembre de 1993 \| Felbermayr Simplon Wels (2015) \| \| \| Jan Hirt \| 21 de gener de 1991 \| Etixx (2014) \| \| \| Adrian Honkisz \| 27 de febrer de 1988 \| TKK Pacific (2008) \| \| \| Jakub Kaczmarek \| 27 de setembre de 1993 \| Telco'm-Gimex (2014) \| \| \| Tomasz Kiendyś \| 23 de juny de 1977 \| Knauf Team (2006) \| \| \| Adrian Kurek \| 29 de març de 1988 \| Utensilnord Named (2012) \| \| \| Eryk Latoń \| 22 de agost de 1993 \| BDC Marcpol (2014) \| \| \| Kamil Małecki \| 2 de gener de 1996 \| \| \| \| Jarosław Marycz \| 17 de abril de 1987 \| Saxo Bank-Tinkoff Bank (2012) \| \| \| Bartłomiej Matysiak \| 11 de setembre de 1984 \| Legia (2008) \| \| \| Nikolai Mikhàilov \| 8 de abril de 1988 \| AVC Aix-en-Provence (2011) \| \| \| Marcin Mrożek \| 26 de febrer de 1990 \| \| \| \| Łukasz Owsian \| 24 de febrer de 1990 \| \| \| \| Michał Paluta \| 4 de octubre de 1995 \| TKK Pacific Toruń - Nestlé Fitness (2014) \| \| \| Maciej Paterski \| 12 de setembre de 1986 \| Cannondale (2013) \| \| \| Leszek Pluciński \| 3 de juny de 1990 \| BDC Marcpol (2014) \| \| \| Simone Ponzi \| 17 de gener de 1987 \| Southeast (2015) \| \| \| Davide Rebellin \| 9 de agost de 1971 \| Meridiana Kamen (2012) \| \| \| Branislau Samòilau \| 25 de maig de 1985 \| Movistar Team (2012) \| \| \| Grzegorz Stępniak \| 24 de març de 1989 \| ALKS Stal Grudziądz (2011) \| \| \| Patryk Stosz \| 15 de juliol de 1994 \| TC Chrobry Lasocki Głogów (2013) \| \| \| Sylwester Szmyd \| 2 de març de 1978 \| Movistar Team (2014) \| \| \| Mateusz Taciak \| 19 de juny de 1984 \| Mróz-Active Jet (2010) \| \| \| \| \| \| \| \| Fonts: ProCyclingStats Cycling Archives \| \| \| \| |                        |                                           |  |
| Llista de l'equip 2016 |                        |                                           |  |
| Ciclista | Data de naixement      | Equip previ                               |  |
| Alan Banaszek | 30 de octubre de 1997  |                                           |  |
| Piotr Brożyna | 17 de febrer de 1995   | Telco'm-Gimex (2014)                      |  |
| Josef Černý | 11 de maig de 1993     | Wibatech-LMGK Ziemia Brzeska (2012)       |  |
| Víctor de la Parte González | 22 de juny de 1986     | Team Vorarlberg (2015)                    |  |
| Felix Großschartner | 23 de desembre de 1993 | Felbermayr Simplon Wels (2015)            |  |
| Jan Hirt | 21 de gener de 1991    | Etixx (2014)                              |  |
| Adrian Honkisz | 27 de febrer de 1988   | TKK Pacific (2008)                        |  |
| Jakub Kaczmarek | 27 de setembre de 1993 | Telco'm-Gimex (2014)                      |  |
| Tomasz Kiendyś | 23 de juny de 1977     | Knauf Team (2006)                         |  |
| Adrian Kurek | 29 de març de 1988     | Utensilnord Named (2012)                  |  |
| Eryk Latoń | 22 de agost de 1993    | BDC Marcpol (2014)                        |  |
| Kamil Małecki | 2 de gener de 1996     |                                           |  |
| Jarosław Marycz | 17 de abril de 1987    | Saxo Bank-Tinkoff Bank (2012)             |  |
| Bartłomiej Matysiak | 11 de setembre de 1984 | Legia (2008)                              |  |
| Nikolai Mikhàilov | 8 de abril de 1988     | AVC Aix-en-Provence (2011)                |  |
| Marcin Mrożek | 26 de febrer de 1990   |                                           |  |
| Łukasz Owsian | 24 de febrer de 1990   |                                           |  |
| Michał Paluta | 4 de octubre de 1995   | TKK Pacific Toruń - Nestlé Fitness (2014) |  |
| Maciej Paterski | 12 de setembre de 1986 | Cannondale (2013)                         |  |
| Leszek Pluciński | 3 de juny de 1990      | BDC Marcpol (2014)                        |  |
| Simone Ponzi | 17 de gener de 1987    | Southeast (2015)                          |  |
| Davide Rebellin | 9 de agost de 1971     | Meridiana Kamen (2012)                    |  |
| Branislau Samòilau | 25 de maig de 1985     | Movistar Team (2012)                      |  |
| Grzegorz Stępniak | 24 de març de 1989     | ALKS Stal Grudziądz (2011)                |  |
| Patryk Stosz | 15 de juliol de 1994   | TC Chrobry Lasocki Głogów (2013)          |  |
| Sylwester Szmyd | 2 de març de 1978      | Movistar Team (2014)                      |  |
| Mateusz Taciak | 19 de juny de 1984     | Mróz-Active Jet (2010)                    |  |
| |                        |                                           |  |
| Fonts: ProCyclingStats Cycling Archives |                        |                                           |  |

| \| Llista de l'equip 2017 \| Llista de l'equip 2017 \| Llista de l'equip 2017 \| Llista de l'equip 2017 \| \| Ciclista \| Data de naixement \| Equip previ \| \| \| --------------------------------------- \| ---------------------- \| ----------------------------------------- \| ---------------------- \| \| Alan Banaszek \| 30 de octubre de 1997 \| \| \| \| Marcin Białobłocki \| 2 de setembre de 1983 \| ONE Pro Cycling (2016) \| \| \| Piotr Brożyna \| 17 de febrer de 1995 \| Telco'm-Gimex (2014) \| \| \| Felix Großschartner \| 23 de desembre de 1993 \| Felbermayr Simplon Wels (2015) \| \| \| Jan Hirt \| 21 de gener de 1991 \| Etixx (2014) \| \| \| Jakub Kaczmarek \| 27 de setembre de 1993 \| Telco'm-Gimex (2014) \| \| \| Adrian Kurek \| 29 de març de 1988 \| Utensilnord Named (2012) \| \| \| Kamil Małecki \| 2 de gener de 1996 \| \| \| \| Nikolai Mikhàilov \| 8 de abril de 1988 \| AVC Aix-en-Provence (2011) \| \| \| Marcin Mrożek \| 26 de febrer de 1990 \| \| \| \| Łukasz Owsian \| 24 de febrer de 1990 \| \| \| \| Michał Paluta \| 4 de octubre de 1995 \| TKK Pacific Toruń - Nestlé Fitness (2014) \| \| \| Maciej Paterski \| 12 de setembre de 1986 \| Cannondale (2013) \| \| \| Leszek Pluciński \| 3 de juny de 1990 \| BDC Marcpol (2014) \| \| \| Simone Ponzi \| 17 de gener de 1987 \| Southeast (2015) \| \| \| Branislau Samòilau \| 25 de maig de 1985 \| Movistar Team (2012) \| \| \| Michal Schlegel \| 31 de maig de 1995 \| Klein Constantia (2016) \| \| \| František Sisr \| 17 de març de 1993 \| Klein Constantia (2016) \| \| \| Patryk Stosz \| 15 de juliol de 1994 \| TC Chrobry Lasocki Głogów (2013) \| \| \| Mateusz Taciak \| 19 de juny de 1984 \| Mróz-Active Jet (2010) \| \| \| Jan Tratnik \| 23 de febrer de 1990 \| Amplatz-BMC (2016) \| \| \| Jonas Koch (7 de març–31 de des) \| 25 de juny de 1993 \| Verva ActiveJet (2016) \| \| \| \| \| \| \| \| Fonts: ProCyclingStats Cycling Quotient \| \| \| \| |                        |                                           |  |
| Llista de l'equip 2017 |                        |                                           |  |
| Ciclista | Data de naixement      | Equip previ                               |  |
| Alan Banaszek | 30 de octubre de 1997  |                                           |  |
| Marcin Białobłocki | 2 de setembre de 1983  | ONE Pro Cycling (2016)                    |  |
| Piotr Brożyna | 17 de febrer de 1995   | Telco'm-Gimex (2014)                      |  |
| Felix Großschartner | 23 de desembre de 1993 | Felbermayr Simplon Wels (2015)            |  |
| Jan Hirt | 21 de gener de 1991    | Etixx (2014)                              |  |
| Jakub Kaczmarek | 27 de setembre de 1993 | Telco'm-Gimex (2014)                      |  |
| Adrian Kurek | 29 de març de 1988     | Utensilnord Named (2012)                  |  |
| Kamil Małecki | 2 de gener de 1996     |                                           |  |
| Nikolai Mikhàilov | 8 de abril de 1988     | AVC Aix-en-Provence (2011)                |  |
| Marcin Mrożek | 26 de febrer de 1990   |                                           |  |
| Łukasz Owsian | 24 de febrer de 1990   |                                           |  |
| Michał Paluta | 4 de octubre de 1995   | TKK Pacific Toruń - Nestlé Fitness (2014) |  |
| Maciej Paterski | 12 de setembre de 1986 | Cannondale (2013)                         |  |
| Leszek Pluciński | 3 de juny de 1990      | BDC Marcpol (2014)                        |  |
| Simone Ponzi | 17 de gener de 1987    | Southeast (2015)                          |  |
| Branislau Samòilau | 25 de maig de 1985     | Movistar Team (2012)                      |  |
| Michal Schlegel | 31 de maig de 1995     | Klein Constantia (2016)                   |  |
| František Sisr | 17 de març de 1993     | Klein Constantia (2016)                   |  |
| Patryk Stosz | 15 de juliol de 1994   | TC Chrobry Lasocki Głogów (2013)          |  |
| Mateusz Taciak | 19 de juny de 1984     | Mróz-Active Jet (2010)                    |  |
| Jan Tratnik | 23 de febrer de 1990   | Amplatz-BMC (2016)                        |  |
| Jonas Koch (7 de març–31 de des) | 25 de juny de 1993     | Verva ActiveJet (2016)                    |  |
| |                        |                                           |  |
| Fonts: ProCyclingStats Cycling Quotient |                        |                                           |  |

| \| Llista de l'equip 2018 \| Llista de l'equip 2018 \| Llista de l'equip 2018 \| Llista de l'equip 2018 \| \| Ciclista \| Data de naixement \| Equip previ \| \| \| --------------------------------------- \| ---------------------- \| ----------------------------------------- \| ---------------------- \| \| Amaro Antunes \| 27 de novembre de 1990 \| W52-FC Porto (2017) \| \| \| Alan Banaszek \| 30 de octubre de 1997 \| \| \| \| Paweł Bernas \| 24 de maig de 1990 \| Domin Sport (2017) \| \| \| Piotr Brożyna \| 17 de febrer de 1995 \| Telco'm-Gimex (2014) \| \| \| Paweł Cieślik \| 12 de abril de 1986 \| Elkov-Author (2017) \| \| \| Paweł Franczak \| 7 de octubre de 1991 \| Team Hurom (2017) \| \| \| Kamil Gradek \| 17 de setembre de 1990 \| ONE Pro Cycling (2017) \| \| \| Jonas Koch \| 25 de juny de 1993 \| Verva ActiveJet (2016) \| \| \| Marko Kump \| 9 de setembre de 1988 \| UAE Team Emirates (2017) \| \| \| Adrian Kurek \| 29 de març de 1988 \| Utensilnord Named (2012) \| \| \| Kamil Małecki \| 2 de gener de 1996 \| \| \| \| Łukasz Owsian \| 24 de febrer de 1990 \| \| \| \| Michał Paluta \| 4 de octubre de 1995 \| TKK Pacific Toruń - Nestlé Fitness (2014) \| \| \| Leszek Pluciński \| 3 de juny de 1990 \| BDC Marcpol (2014) \| \| \| Szymon Sajnok \| 24 de agost de 1997 \| Attaque Team Gusto (2017) \| \| \| Michal Schlegel \| 31 de maig de 1995 \| Klein Constantia (2016) \| \| \| František Sisr \| 17 de març de 1993 \| Klein Constantia (2016) \| \| \| Patryk Stosz \| 15 de juliol de 1994 \| TC Chrobry Lasocki Głogów (2013) \| \| \| Mateusz Taciak \| 19 de juny de 1984 \| Mróz-Active Jet (2010) \| \| \| Jan Tratnik \| 23 de febrer de 1990 \| Amplatz-BMC (2016) \| \| \| \| \| \| \| \| Fonts: ProCyclingStats Cycling Quotient \| \| \| \| |                        |                                           |  |
| Llista de l'equip 2018 |                        |                                           |  |
| Ciclista | Data de naixement      | Equip previ                               |  |
| Amaro Antunes | 27 de novembre de 1990 | W52-FC Porto (2017)                       |  |
| Alan Banaszek | 30 de octubre de 1997  |                                           |  |
| Paweł Bernas | 24 de maig de 1990     | Domin Sport (2017)                        |  |
| Piotr Brożyna | 17 de febrer de 1995   | Telco'm-Gimex (2014)                      |  |
| Paweł Cieślik | 12 de abril de 1986    | Elkov-Author (2017)                       |  |
| Paweł Franczak | 7 de octubre de 1991   | Team Hurom (2017)                         |  |
| Kamil Gradek | 17 de setembre de 1990 | ONE Pro Cycling (2017)                    |  |
| Jonas Koch | 25 de juny de 1993     | Verva ActiveJet (2016)                    |  |
| Marko Kump | 9 de setembre de 1988  | UAE Team Emirates (2017)                  |  |
| Adrian Kurek | 29 de març de 1988     | Utensilnord Named (2012)                  |  |
| Kamil Małecki | 2 de gener de 1996     |                                           |  |
| Łukasz Owsian | 24 de febrer de 1990   |                                           |  |
| Michał Paluta | 4 de octubre de 1995   | TKK Pacific Toruń - Nestlé Fitness (2014) |  |
| Leszek Pluciński | 3 de juny de 1990      | BDC Marcpol (2014)                        |  |
| Szymon Sajnok | 24 de agost de 1997    | Attaque Team Gusto (2017)                 |  |
| Michal Schlegel | 31 de maig de 1995     | Klein Constantia (2016)                   |  |
| František Sisr | 17 de març de 1993     | Klein Constantia (2016)                   |  |
| Patryk Stosz | 15 de juliol de 1994   | TC Chrobry Lasocki Głogów (2013)          |  |
| Mateusz Taciak | 19 de juny de 1984     | Mróz-Active Jet (2010)                    |  |
| Jan Tratnik | 23 de febrer de 1990   | Amplatz-BMC (2016)                        |  |
| |                        |                                           |  |
| Fonts: ProCyclingStats Cycling Quotient |                        |                                           |  |

## Classificacions UCI
Fins al 1998 els equips ciclistes es trobaven classificats dins l'UCI en una única categoria. El 1999 la classificació UCI per equips es dividí entre GSI, GSII i GSIII. D'acord amb aquesta classificació els Grups Esportius I són la primera categoria dels equips ciclistes professionals. La següent classificació estableix la posició de l'equip en finalitzar la temporada.
| Temporada | Classificació per equips | Millor ciclista en la classificació individual |
| --------- | ------------------------ | ---------------------------------------------- |
| 2000      | 32è (GSII)               | Piotr Przydzial (203è)                         |
| 2001      | 24è (GSII)               | Ondřej Sosenka (126è)                          |
| 2002      | 5è (GSII)                | Ondřej Sosenka (84è)                           |
| 2003      | 29è                      | Ondřej Sosenka (125è)                          |
| 2004      | 2n (GSIII)               | Slawomir Kohut (146è)                          |

L'equip participa en proves dels circuits continentals i en particular de l'UCI Europa Tour.
UCI Àfrica Tour
| Temporada | Classificació per equips | Millor ciclista en la classificació individual |
| --------- | ------------------------ | ---------------------------------------------- |
| 2009      | 6è                       | Krzysztof Jeżowski (24è)                       |

UCI Amèrica Tour
| Temporada | Classificació per equips | Millor ciclista en la classificació individual |
| --------- | ------------------------ | ---------------------------------------------- |
| 2013      | 37è                      | Bartłomiej Matysiak (309è)                     |

UCI Àsia Tour
| Temporada | Classificació per equips | Millor ciclista en la classificació individual |
| --------- | ------------------------ | ---------------------------------------------- |
| 2008      | 38è                      | Marek Wesoly (116è)                            |
| 2009      | 23è                      | Krzysztof Jeżowski (38è)                       |
| 2010      | 45è                      | Tomasz Smolen (180è)                           |
| 2011      | 8è                       | Mateusz Taciak (32è)                           |
| 2012      | 52è                      | Sylwester Janiszewski (191è)                   |
| 2014      | 49è                      | Adrian Honkisz (168è)                          |
| 2015      | 44è                      | Grzegorz Stępniak (156è)                       |
| 2016      | 40è                      | Davide Rebellin (110è)                         |
| 2017      | 74è                      | Simone Ponzi (352è)                            |
| 2018      | 34è                      | Łukasz Owsian (33è)                            |

UCI Europa Tour
| Temporada | Classificació per equips | Millor ciclista en la classificació individual |
| --------- | ------------------------ | ---------------------------------------------- |
| 2006      | 63è                      | Marek Wesoly (121è)                            |
| 2007      | 14è                      | Tomasz Kiendys (15è)                           |
| 2008      | 16è                      | Tomasz Kiendys (26è)                           |
| 2009      | 35è                      | Krzysztof Jezowski (78è)                       |
| 2010      | 29è                      | Adrian Honkisz (98è)                           |
| 2011      | 16è                      | André Schulze (37è)                            |
| 2012      | 23è                      | Marek Rutkiewicz (25è)                         |
| 2013      | 8è                       | Davide Rebellin (3r)                           |
| 2014      | 7è                       | Davide Rebellin (3r)                           |
| 2015      | 8è                       | Davide Rebellin (9è)                           |
| 2016      | 16è                      | Davide Rebellin (158è)                         |
| 2017      | 10è                      | Maciej Paterski (94è)                          |
| 2018      | 6è                       | Jan Tratnik (19è)                              |